# Alepocephalus
Genre
Synonymes
- Alpocephalus[2]

Alepocephalus est un genre de poissons d'eau profonde de la famille des Alepocephalidae. On trouve ses représentants dans tous les océans, à des profondeurs souvent supérieures à 1000 voire 2000 mètres.

## Liste d'espèces
Les sites WoRMS, FishBase et EOL reconnaissent 20 espèces du genre Alepocephalus :
- Alepocephalus agassizii Goode & Bean, 1883
- Alepocephalus andersoni Fowler, 1934
- Alepocephalus antipodianus (Parrott, 1948)
- Alepocephalus asperifrons Garman, 1899
- Alepocephalus australis Barnard, 1923
- Alepocephalus bairdii Goode & Bean, 1879
- Alepocephalus bicolor Alcock, 1891
- Alepocephalus blanfordii Alcock, 1892
- Alepocephalus dentifer Sazonov & Ivanov, 1979
- Alepocephalus fundulus Garman, 1899
- Alepocephalus longiceps Lloyd, 1909
- Alepocephalus longirostris Okamura & Kawanishi, 1984
- Alepocephalus melas de Buen, 1961
- Alepocephalus owstoni Tanaka, 1908
- Alepocephalus planifrons Sazonov, 1993
- Alepocephalus productus Gill, 1883
- Alepocephalus rostratus Risso, 1820
- Alepocephalus tenebrosus Gilbert, 1892
- Alepocephalus triangularis Okamura & Kawanishi, 1984
- Alepocephalus umbriceps Jordan & Thompson, 1914

## Galerie

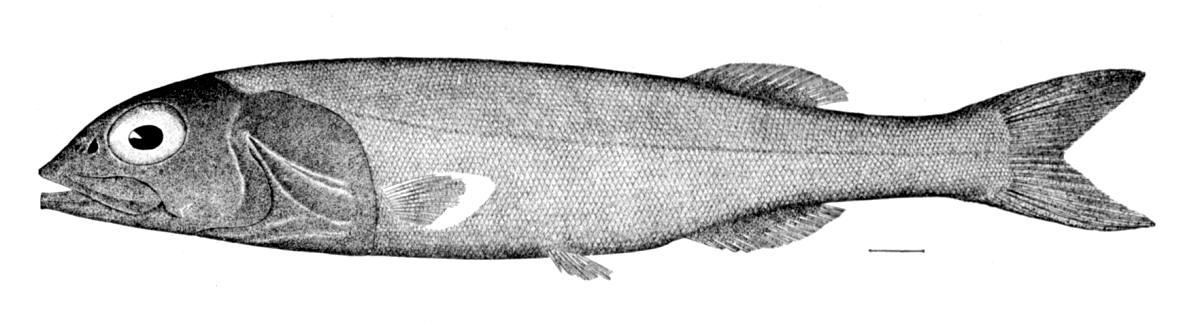
Alepocephalus agassizii
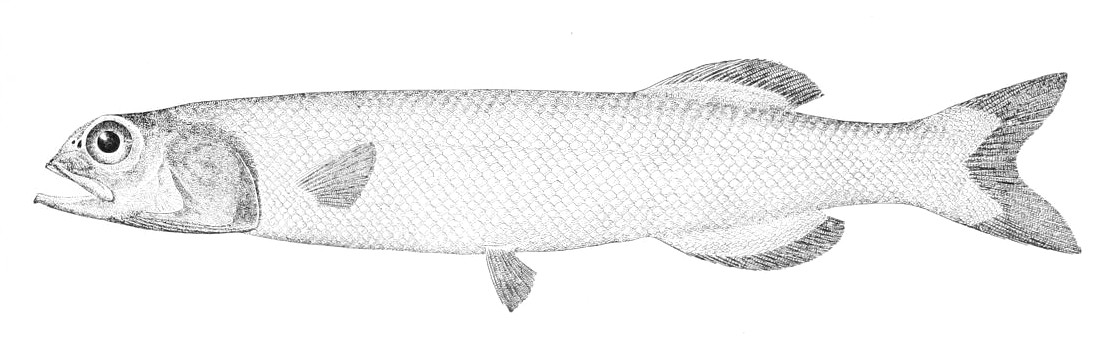
Alepocephalus bairdii
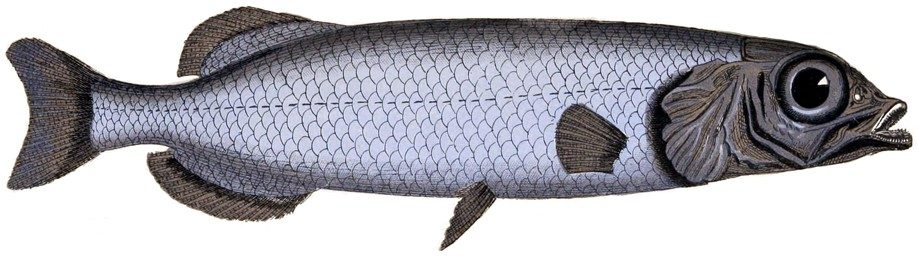
Alepocephalus rostratus
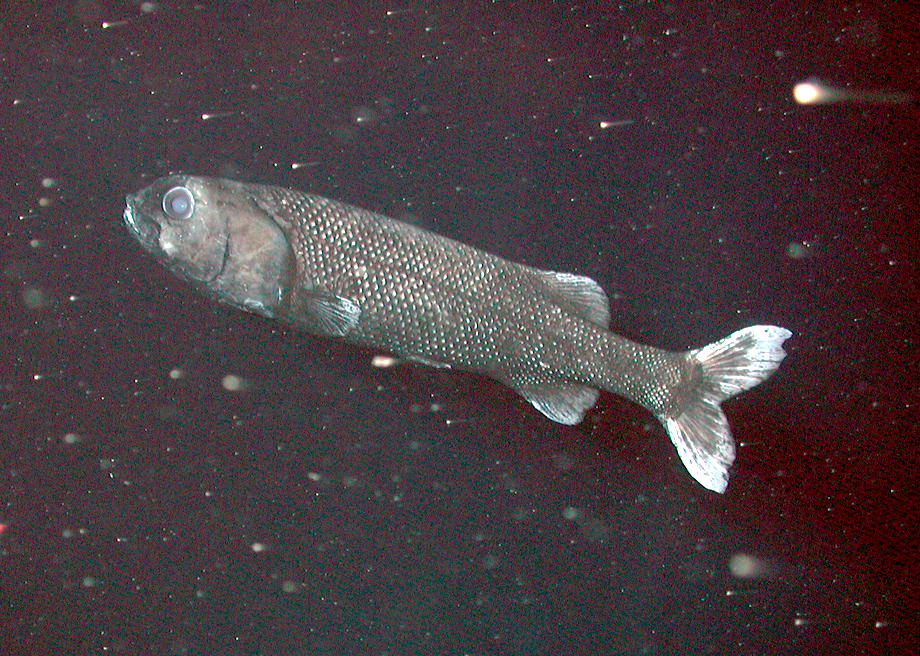
Alepocephalus tenebrosus
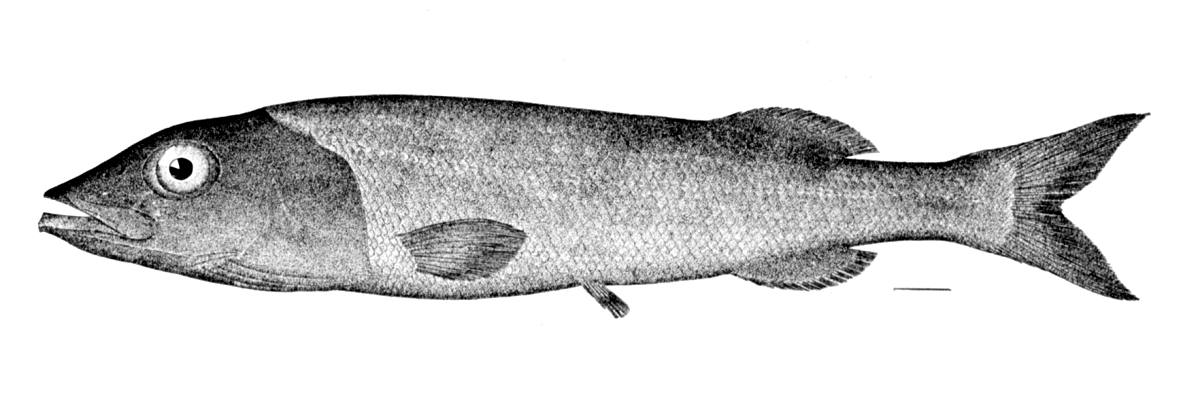
Alepocephalus productus